# Edelény
Edelény (szlovákul: Edelín) város Borsod-Abaúj-Zemplén vármegyében, a Bódva partján, amely gazdag történelmi és kulturális örökséggel rendelkezik, az Edelényi járás központja. A település legfőbb nevezetessége a L'Huillier-Coburg-kastély, hazánk egyik legnagyobb barokk kastélya, amely impozáns építészeti megoldásaival és gyönyörű freskóival vonzza a látogatókat. 
Edelény emellett a környék gazdasági és közlekedési központja, valamint a helyi hagyományok és természeti szépségek révén népszerű a turisták körében. A város barátságos hangulatával és pezsgő kulturális életével ideális hely egy kellemes kirándulásra.

## Fekvése
Miskolctól 25 kilométerre északra helyezkedik el, a Bódva völgyében.
A közvetlenül határos települések: észak felől Szendrő és Szendrőlád, északkelet felől Balajt, kelet felől Damak, délkelet felől Hangács és Nyomár, dél felől Borsodszirák és Sajószentpéter, délnyugat felől Múcsony, nyugat felől Rudolftelep, északnyugat felől pedig Ormosbánya.

### Megközelítése
Legfontosabb megközelítési útvonala, egyben a város főutcája is a Sajó völgyétől a szlovák határig húzódó 27-es főút. A környező kisebb települések közül Ládbesenyővel a 2615-ös út, Balajttal a 26 135-ös számú mellékút, Damakkal a 2616-os út, Borsodszirákkal (és azon keresztül Boldvával, illetve Felsőzsolcával a 2617-es út köti össze. Határszélét délen érinti még a Zádorfalváig vezető 2605-ös út is.
A kisváros vasúton is megközelíthető, a Sajóecseg–Hídvégardó-vasútvonalon, melynek két megállási pontja van a határai között. Miskolc irányából az első Edelény alsó megállóhely, mely a város déli határszélétől nem messze fekszik, a szinte különálló Finke településrésznek is a déli peremén; közúti elérését a 2617-es útból keletnek kiágazó 26 316-os számú mellékút biztosítja. Edelény vasútállomás a település központjának keleti szélén fekszik; közúti elérését a 2616-os útból kiágazó 26 315-ös számú mellékút teszi lehetővé.

## Története
A terület az őskor óta lakott, ezt kőkorszaki kőeszközök tanúsítják.

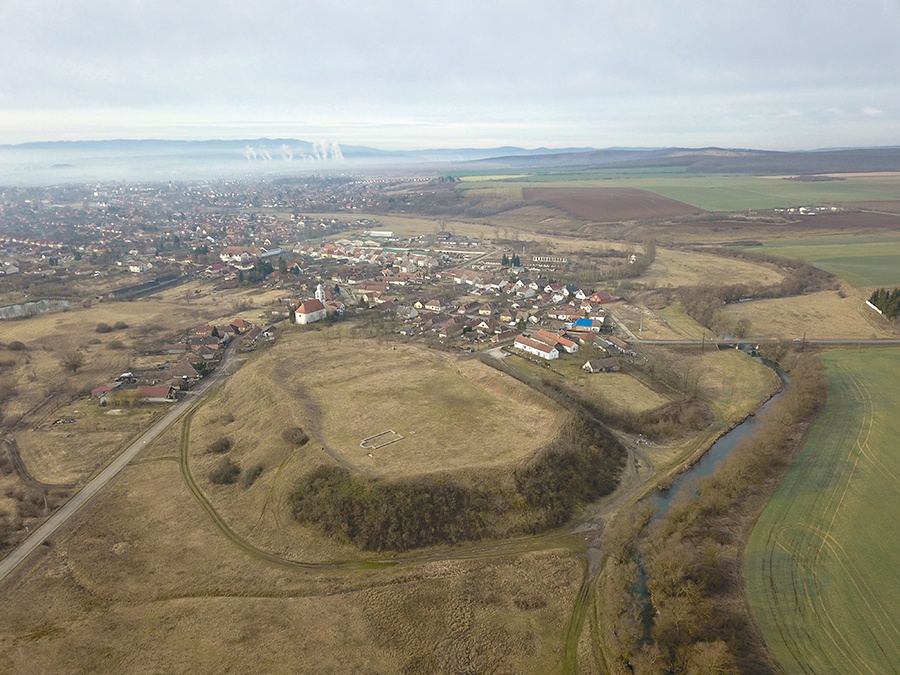
Edelény, Borsod vára – légi felvétel

A magyar honfoglalók a mai Edelényhez tartozó borsodi földvár helyén jelentős települést hoztak létre, ez a legnagyobb korabeli magyar falu, amit régészetileg sikerült azonosítani. Összesen 17 házat tártak fel az egykori felszínen, a várdomb északi oldalán két sorban, mintegy az „utca” két oldalán. Alapjuk agyagba rakott kő volt, falaik fából készültek. Volt köztük egy fatuskókra állított boronaház is. A házaknak tapasztott padlójuk volt, és bennük U alakú, kövekből rakott kemence is állt. Az egy helyiségből álló házak alapterülete mintegy 16 m² volt. Két ház esetében azt is sikerült bizonyítani, hogy padlásuk is volt. A faluban volt egy nagyobb ház is, 5x5 méter alapterülettel, 80 cm vastag kő alapfalakkal, ami egy előkelő személy otthona lehetett. A falu tűzvész következtében, egyszerre pusztult el, utána épült a helyére a borsodi ispáni földvár.
Edelényt 1299-ben említik először Edelin írásmóddal, ekkor Roland nádor tartotta itt Borsod vármegye közgyűlését.
1332-ben Edelényi László fiai voltak a birtokosai. Papja ebben az évben a pápai tizedjegyzék szerint 29 garas pápai tizedet fizetett. Az adó magas összege arra mutat, hogy már ekkor valószínűleg mezőváros volt.
Az egyik városrészét alkotó egykori Borsod falut (amelyet 1950-ben csatoltak hozzá) már 1108-ban említik. Területén az államalapítás idején földvár állt, amely Borsod vármegye központja és névadója. A földvárral szemben áll a helyi védelem alá vett, de még elhanyagolt állapotban lévő és magánkézben álló egykori Szekrényessy-kastély, mely valójában egy tízszobás kúria, amelyben a reformkorszakban a Ragályi és Szekrényessy családdal rokonságban álló olyan irodalmárok, közéleti személyiségek fordultak meg, mint Kazinczy Ferenc, akinek utóbb unokaveje Szekrényessy Árpád (1849–1917) bírta a Bódva parti kúriát. Az épületről országos viszonylatban is egyedülállóan gazdag kismonográfia jelent meg 2006-ban, mely több száz eredeti fényképpel és forrásidézettel mutatja be a Bódva-völgyi nemesség életviszonyait. (Szekrényessy Attila: Egy borsodi udvarház története, Edelény, 2006). A városfejlesztés koncepciói között szerepel az egykori Szekrényessy-kastély kivásárlása, eredeti állapotban történő felújítása, és 1996-ban lebontott tornyának visszaépítése és kulturális célú hasznosítása, amely a földvár komplexumával egy egységet alkotva indokolt törekvés.
A középkorban Edelény lakói főként mezőgazdasággal foglalkoztak, de a történelem viharai nem múlnak el nyom nélkül, a török időkben többször elnéptelenedett a falu.
A mezőgazdaságtól az ipar felé a 19. században kezdett orientálódni. 1838-ban a terület birtokosai répacukorgyárat hoztak létre, ezenkívül megindult a lignitbányászat is. Innentől a mezőgazdaság és az ipar egyformán meghatározó a település életében. 1950-ben Edelényhez csatolták Borsod községet, 1963-ban pedig Finkét. (Finke legrégibb utcája az Árpád út, a ma is itt található emlékmű Finke „felszabadulásának” állít emléket.)
Edelény 1986-ban kapott városi rangot.
A rendszerváltás után a bánya bezárt, a mezőgazdasági termelőszövetkezeteket pedig felszámolták, ami nehéz gazdasági helyzetbe hozta a várost.
| Főbb közigazgatás-történeti adatok 1900 óta | Főbb közigazgatás-történeti adatok 1900 óta              |
| ------------------------------------------- | -------------------------------------------------------- |
| Rangja                                      |                                                          |
| 1950-ig                                     | nagyközség                                               |
| 1950–1966                                   | önálló tanácsú község                                    |
| 1966–1970                                   | községi közös tanács székhelye                           |
| 1970–1983                                   | nagyközségi közös tanács székhelye                       |
| 1984–1986                                   | városi jogú nagyközség                                   |
| 1986 óta                                    | város                                                    |
| Hozzá tartozó települések                   |                                                          |
| 1950 óta                                    | Borsod                                                   |
| 1963 óta                                    | Finke                                                    |
| 1984–1992                                   | Abod, Damak                                              |
| 1984–1993                                   | Ládbesenyő                                               |
| 1984–1994                                   | Balajt                                                   |
| Társközségei                                |                                                          |
| 1966–1983                                   | Balajt, Damak                                            |
| 1969–1983                                   | Abod, Ládbesenyő, Szendrőlád                             |
| Területi beosztása                          |                                                          |
| 1910-ig                                     | Borsod vármegye, Szendrői járás                          |
| 1910–1923                                   | Borsod vármegye, Edelényi járás                          |
| 1923–1938                                   | Borsod, Gömör és Kishont k.e.e. vármegye, Edelényi járás |
| 1938–1945                                   | Borsod vármegye, Edelényi járás                          |
| 1945–1950                                   | Borsod-Gömör vármegye, Edelényi járás                    |
| 1950–1983                                   | Borsod-Abaúj-Zemplén megye, Edelényi járás               |
| 1984 óta                                    | Borsod-Abaúj-Zemplén megye                               |
| 1994–2014                                   | Borsod-Abaúj-Zemplén megye, Edelényi kistérség           |
| 2013–2022                                   | Borsod-Abaúj-Zemplén megye, Edelényi járás               |
| 2023–                                       | Borsod-Abaúj-Zemplén vármegye, Edelényi járás            |
| Központi szerepköre                         |                                                          |
| 1910-ig                                     | Szendrői járás székhelye                                 |
| 1910–1983                                   | Edelényi járás székhelye                                 |
| 1984–1986                                   | Edelényi nagyközségkörnyék központja                     |
| 1986–1990                                   | Edelényi városkörnyék központja                          |
| 1994–2013                                   | Edelényi kistérség központja                             |
| 2013-tól.                                   | Edelényi járás székhelye                                 |

## Közélete

### Polgármesterei
| Terminus  | Név               | Jelölő szervezet(ek)    | Megjegyzés |
| --------- | ----------------- | ----------------------- | ---------- |
| 1990–1994 | Nagy Attila       | nem ismert              |            |
| 1994–1998 | Szilágyi Adolf    | MDF-FKgP-KDNP-VP-POFOSZ |            |
| 1998–2002 | Szilágyi Adolf    | független               |            |
| 2002–2006 | Molnár Oszkár     | Fidesz                  |            |
| 2006–2010 | Molnár Oszkár     | Fidesz-KDNP             |            |
| 2010–2014 | Molnár Oszkár     | független               |            |
| 2014–2019 | Molnár Oszkár     | független               |            |
| 2019–2024 | Molnár Oszkár     | független               |            |
| 2024–     | Fischer Ferdinánd | független               |            |

## Népesség
A település népességének változása:
| Lakosok száma | 10 030 | 9829 | 9389 | 9271 | 9259 | 9198 |
|               | 2013   | 2014 | 2018 | 2022 | 2023 | 2024 |

2001-ben a település lakosságának 92%-a magyar, 8%-a cigány nemzetiségűnek vallotta magát.
A 2011-es népszámlálás során a lakosok 85,4%-a magyarnak, 6,1%-a cigánynak, 0,7%-a ruszinnak, 0,6%-a lengyelnek, 0,3%-a németnek mondta magát (14,1% nem nyilatkozott; a kettős identitások miatt a végösszeg nagyobb lehet 100%-nál). A vallási megoszlás a következő volt: római katolikus 38,9%, református 18,7%, görögkatolikus 8,3%, felekezeten kívüli 8,3% (24,7% nem nyilatkozott).
2022-ben a lakosság 88,2%-a vallotta magát magyarnak, 6,1% cigánynak, 1% ruszinnak, 0,8% lengyelnek, 0,3% németnek, 0,1-0,1% bolgárnak, ukránnak, szlováknak és románnak, 1,7% egyéb, nem hazai nemzetiségűnek (11,7% nem nyilatkozott; a kettős identitások miatt a végösszeg nagyobb lehet 100%-nál). Vallásuk szerint 30,2% volt római katolikus, 15,8% református, 7,7% görög katolikus, 0,9% egyéb keresztény, 0,1% evangélikus, 6,3% felekezeten kívüli (38,6% nem válaszolt).

## Látnivalók
- L’Huillier–Coburg-kastély
- Szent Kereszt görögkatolikus templom
- Edelényi Jézus Szíve tiszteletére szentelt, római katolikus templom
- Edelényi református templom
- Borsodi földvár
- Népi műemlékegyüttes (Borsod városrészben)
- Borsodi református templom
- Finkei római katolikus templom
- Finkei református templom
- Császtai kilátó[15]
- Császtai Látogatóközpont
- Borsodi Tájház
- Turulszobor a város közepén

## Ismert emberek
- Itt (Finkén) született 1832-ben Miklós Gyula, aki 1879-től borászati kormánybiztosként a filoxéra elleni küzdelem egyik képviselője volt.
- Itt született 1844-ben dr. Sághy Gyula jogász, országgyűlési képviselő.
- Itt született 1853-ban Zachár Gyula, a Pesti Kereskedelmi Akadémia tanára.
- Itt született 1869-ben Berger Károly Lajos mezőgazdasági tanár, szakíró.
- A város borsodi részén élt és hunyt el a helyi múzeum (Borsodi tájház és Szekrényessy Árpád Múzeum) névadója székelyhídi Szekrényessy Árpád (1849–1917) földbirtokos, ismert vármegyei mecénás.
- Csodó

## Testvérvárosai
- Bad Sobernheim, Németország[16]
- Szepsi, Felvidék[16]
- Worb, Svájc[16]
- Siewierz, Lengyelország[16]

## Képek

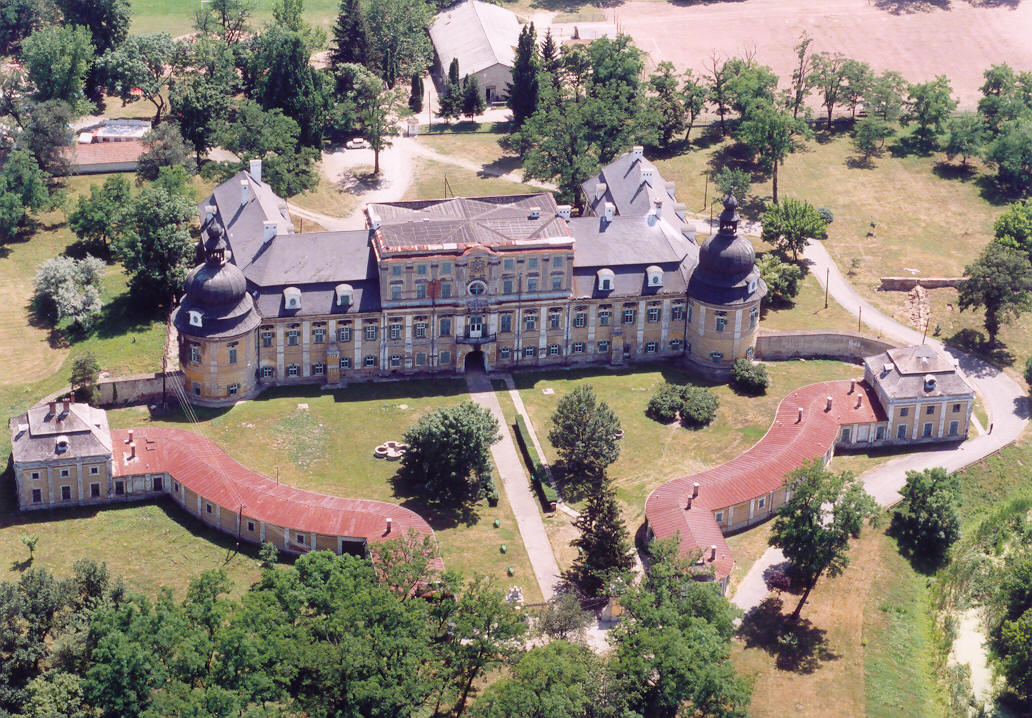
L’Huillier-Coburg kastély
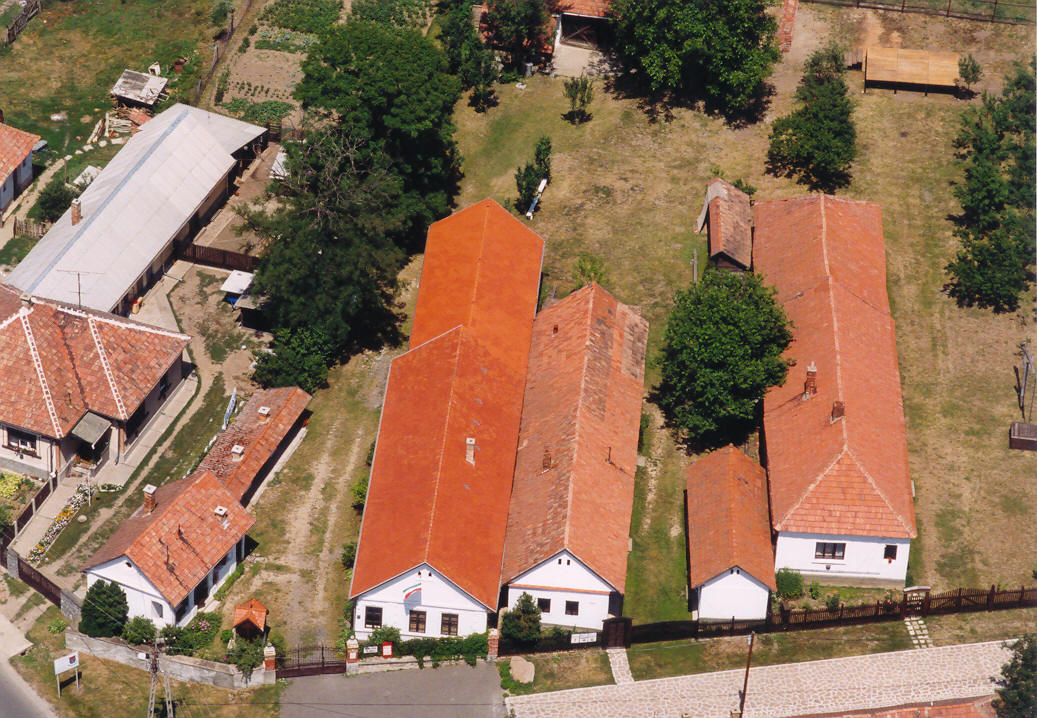
Népi műemlékegyüttes
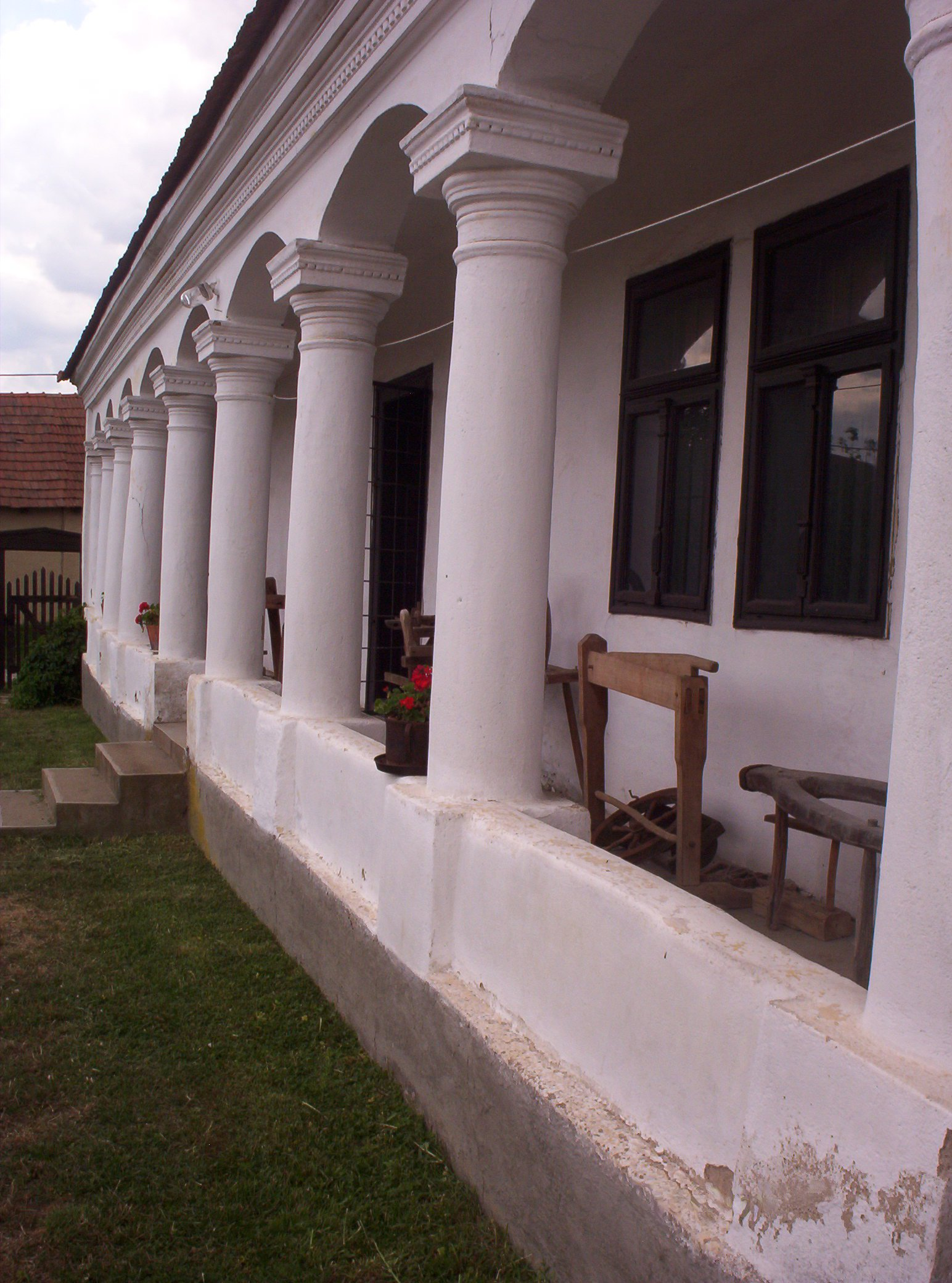
Népi műemlékegyüttes
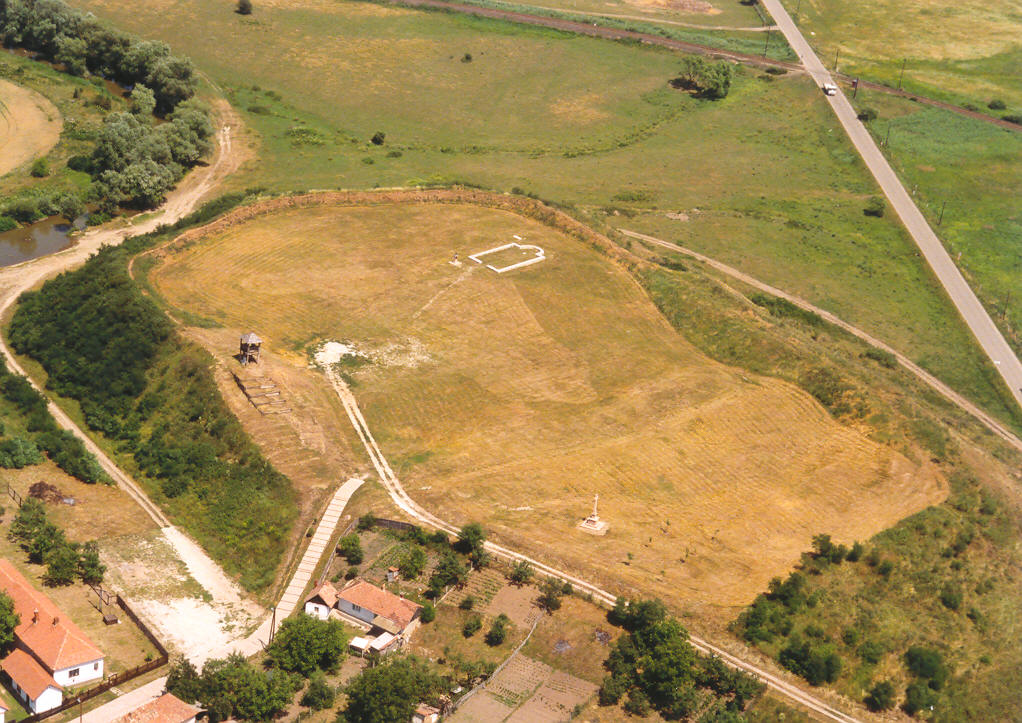
Borsodi földvár
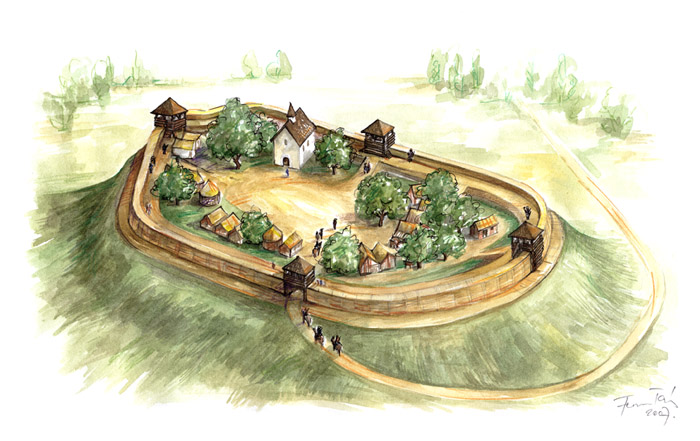
Borsod vára, rekonstrukciós elképzelés
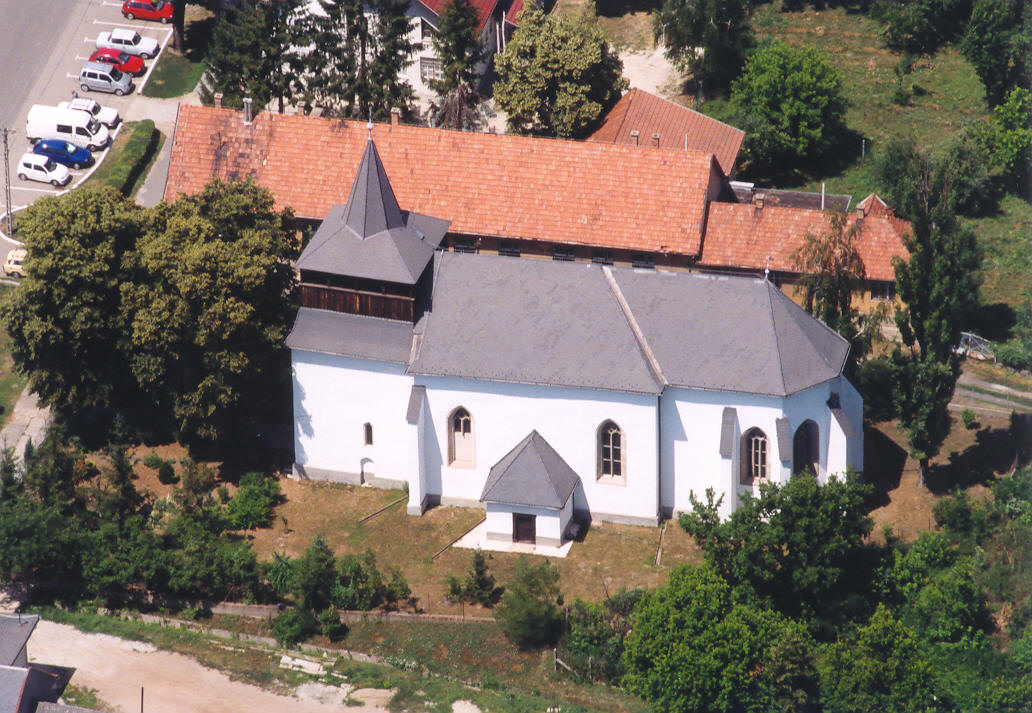
Belváros-Finkei Református Egyházközség temploma